# Moorriem
Moorriem ist ein Gemeindeteil der niedersächsischen Stadt Elsfleth und eine Siedlung in der Moormarsch im Landkreis Wesermarsch. Von 1933 bis 1974 war Moorriem eine Gemeinde in Oldenburg bzw. ab 1946 in Niedersachsen.

## Geografie
Moorriem ist ein 16 km langer Siedlungsstreifen zwischen der Weser und Oldenburg. Er beginnt östlich von Oldenburg in Moorhausen und erstreckt sich über Butteldorf und Bardenfleth bis Neuenbrok.

## Geschichte

### Name
Das Wort Moorriem lässt sich vermutlich von der Riemenform der Siedlungen ableiten, die im Mittelalter in Nord-Süd-Richtung vor dem östlich der Oldenburger Geest gelegenen Moorgebiet errichtet wurden. Dieses Gebiet erstreckte sich ursprünglich sowohl nördlich als auch südlich der späteren Gemeinde Moorriem. Im Norden wurde es vom Siedlungsgebiet der Friesen, dem Gau Rüstringen, im Süden, südlich der Hunte, von der Delmenhorster Geest begrenzt. Das im Mittelalter Moorriem genannte Gebiet war weitgehend deckungsgleich mit dem Westteil Nieder-Stedingens. Mit dem Begriff Nieder-Stedingen wird der zur Zeit der Einteilung deutscher Stammesgebiete in Gaue von Sachsen bewohnte Ostteil des Ammergaus bezeichnet. Östlich des Morriems lagen in Nieder-Stedingen die anderen drei Marschvogteien Oldenbrok, Strückhausen und Hammelwarden.
In der Zeit der Dänenherrschaft über Oldenburg und des Herzogtums Oldenburg gab es eine Vogtei Moorriem, zu der die Kirchspiele Elsfleth, Neuenbrok, Bardenfleth und Altenhuntorf gehörten.
Das heute Mooriem genannte Gebiet wird im historischen Kontext auch Süd-Moorriem genannt. Denn erst durch den Einbruch der Nordsee in den Wesermarschraum im späten Mittelalter und in der frühen Neuzeit wurde das Linebrok vom südlich davon gelegenen Teil des Moorriems durch die Liene getrennt, einen Verbindungsarm zwischen der Weser und der Jade, an den heute nur noch der Straßenname Alte Liene erinnert. Das ehemalige Nord-Moorriem liegt heute weitestgehend auf dem Gebiet der Gemeinde Ovelgönne.

### Frühe Geschichte
Bodenfunde vom Hunteufer bei Gellenerdeich belegen, dass es im Moorriemer Gebiet um 2000 v. Chr. Viehwirtschaft betreibende Bauern gab, die ihre Siedlungen aber am Ende der Jungsteinzeit wegen zunehmend unwirtlicher werdenden Bodenverhältnissen wieder aufgeben mussten.

### Mittelalter
Als Kaiser Heinrich IV. das Moorgebiet 1062 dem Erzbischof Adalbert von Bremen übertrug, begann die planmäßige Kolonisation Moorriems. Um das Moor urbar zu machen, waren in dem von der Tide beeinflussten Gebiet zunächst Deich- und Sielbauten erforderlich. Diese wurden nach holländischem Vorbild von Fachkräften aus Holland und Flandern durchgeführt. Auf dem höher gelegenen Rand des Ipweger Moores errichteten die Bauern dicht nebeneinander ihre Gebäude, von hier aus arbeiteten sie sich immer weiter ins Moor vor. So entstanden schmale Grundstücke, bis zu acht Kilometer lang, aber nur 20 bis 60 Meter breit.
Im 12./13. Jahrhundert war auch schon ein Knüppeldamm angelegt, der unter der Bezeichnung Bohlenweg XXII (Ip) als archäologischer Fund eingeordnet, in der Moorriemer Gegend aber als Holten Straat (Hölzerne Straße, Holzweg) bekannt ist. Er führt am Südrand des Ipweger Moores entlang und entspricht zwischen Moorhausen und Huntorf einem Abschnitt der heutigen Landesstraße 65 zwischen Oldenburg und Elsfleth.
Im Moorriemer Gebiet kam es im 15. Jahrhundert zu Schlachten zwischen Oldenburgern und Bremern, die als „Bremer Taufe“ (Bremer Döpe) bezeichnet wurden. Die erste „Taufe“ bezieht sich auf das Jahr 1464, als während einer Fehde 250 Bremer in der Hunte ertranken; die zweite ereignete sich, als sich Bremer Raubzügler 1476 mit ihrer Beute auf dem Rückzug befanden, dabei von einer Truppe des Oldenburger Grafen Gerd eingeholt und bei Paradies an der Gellener Bäke vernichtend geschlagen wurden.

### Nach 1600
Die Gegend war immer wieder von Sturmfluten bedroht, so 1625, 1658 und 1685. Die Armut der Bauern wurde auch durch hohe Steuerlasten nach dem Dreißigjährigen Krieg verstärkt. Die Kindersterblichkeit war hoch. Die höhergelegenen westlichen Gebiete brachten jedoch nach entsprechender Entwässerung gute Ernten. Im 19. Jahrhundert kam es auch durch Auswanderung zu einem Bevölkerungsrückgang.

### Ab 1900
Die Gemeinde Moorriem wurde 1933 aus Neuenbrok, Bardenfleth und Altenhuntorf gebildet. Zu Moorriem gehörten 1933 die Bauerschaften Altendorf I, Altendorf II, Barghorn, Burwinkel, Butteldorf, Dalsper, Eckfleth, Gellen, Huntorf, Kolonie Barghorn, Loyermoor, Meerkirchen, Mittelort, Moordorf, Moorhausen, Moorseite, Niederhörne, Niederort, Nordermoor, Oberhörne, Wehrder und Wolfsstraße. Damals hatte Moorriem 4876 Einwohner; die Zahl sank bis 1939 auf 4744.
1974 verlor Moorriem die Eigenständigkeit und wurde nach Elsfleth eingemeindet.
2013 wurde die Forderung laut, das Moorriem in die UNESCO-Weltkulturerbe-Liste aufnehmen zu lassen. Im November 2013 stellte der Bauausschuss des Kreistags des Landkreises Wesermarsch fest, dass die Kulturlandschaft Moorriem hinsichtlich der Ortslage und seines Umgebungsbereichs nach derzeitiger Befundung als hochwertvoll und einzigartig mit einem sogenannten Alleinstellungsmerkmal festgestellt werden könne und dass aus dieser Feststellung ein möglicher Erfolg zumindest hinsichtlich der Aufnahme in die Vorschlagsliste der Unesco bestehe. Das für einen derartigen Antrag zuständige Land Niedersachsen ist in dieser Angelegenheit bislang noch nicht aktiv geworden.

## Sehenswürdigkeiten

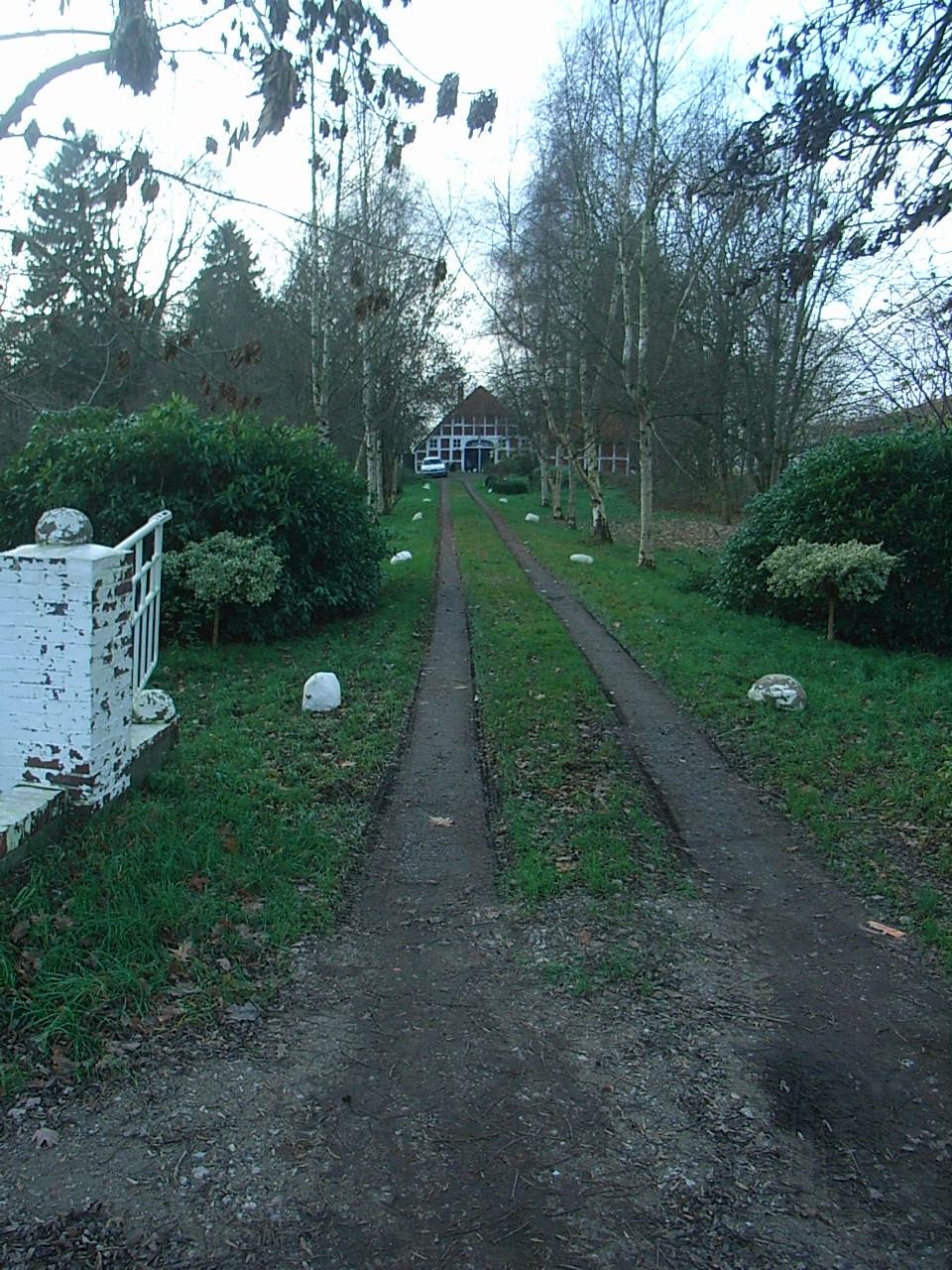
Typische Hofstelle in Moorriem

Die Marschenhofsiedlung besteht überwiegend aus niederdeutschen Hallenhäusern mit Reetdach und Fachwerk, die zum Teil unter Denkmalschutz stehen.
Die 1620 errichtete St. Anna-Kirche im Ortsteil Eckfleth ist eine Ständerfachwerkkirche mit hölzernem Glockenturm und einem Altar aus dem Jahre 1624. Auf dem Kirchhof ist der Maler Bernhard Winter begraben.
Die Hochmoorfläche Gellener Torfmöörte ist Teil des Naturschutzgebietes Gellener Torfmöörte mit Rockenmoor und Fuchsberg. Sie kann von einem Naturlehrpfad aus erkundet werden. Ein weiteres Naturschutzgebiet ist der Moorhauser Polder, ein Hochwasserrückhaltebecken der Hunte und Teil des Vogelschutzgebietes V11 Hunteniederung.
Weitere denkmalgeschützte sehenswerte Gebäude
- St. Nikolai (Neuenbrok), neogotische Saalkirche von 1863
- Hofanlage Huntorf 1 aus dem 19. Jahrhundert und Hofanlage Huntorf 3 aus dem 18./19. Jahrhundert
- Hofanlage Birkenstraße 1 in Niederhörne von 1804
- Niederhörne: Hofanlage Niederhörne 13 von 1796 und Hofanlage Niederhörne 31 vom 19. Jahrhundert, Wohn- und Wirtschaftsgebäude Niederhörne 1 von 1768, Wohn- und Wirtschaftsgebäude Niederhörne 3 von 1854, Wohn- und Wirtschaftsgebäude Niederhörne 7 aus dem 19. Jahrhundert, Wohn- und Wirtschaftsgebäude Niederhörne 25 von 1790, Wohn- und Wirtschaftsgebäude Niederhörne 27 und Wohn- und Wirtschaftsgebäude Niederhörne 29 vom Ende des 18. Jh., Wohn- und Wirtschaftsgebäude Niederhörne 33 von 1810/1900, Wohn- und Wirtschaftsgebäude Niederhörne 35 (Pastorat) von 1790/1800 und 19. Jh.
- Hofanlage Sieben-Bösen-Weg 1 aus dem späten 18. Jahrhundert sowie Hofanlage Sieben-Bösen-Weg 5 und Hofanlage Sieben-Bösen-Weg 7 von um 1900 und aus dem 19. Jahrhundert.
- Hofanlage Oberhörner Weg 8 aus dem 18. Jahrhundert
- Hofanlage Sandfeld 33 von 1821
- Wohn- und Wirtschaftsgebäude Georgstraße 8 von  1799, seit 1991 Tarpanhof Moorriem
- Hofanlage Georgstraße 24 von um 1910 als Gulfhaus
- Wohn- und Wirtschaftsgebäude Nordermoor 16, Kötnerhaus von um 1800, Wohn- und Wirtschaftsgebäude Nordermoor 45 von 1794, Wohn- und Wirtschaftsgebäude Nordermoor 53 im Kern vom 17. Jh.

## Vereine
- BV Moorriem (Boßeln)[21]
- Landfrauenverein Moorriem[22]
- Landjugend Moorriem[23]
- Moorriemer Reitklub
- Psh
- Schützenverein Altenhuntorf 1909
- Schützenverein Moorriem von 1910[24]

## Söhne und Töchter Moorriems
- Bernhard Winter (1871–1964), Maler, Grafiker und Fotograf, ist in Neuenbrok geboren[25]